# フェルディナント・シューベルト
フェルディナント・ルーカス・シューベルト（Ferdinand Schubert 1794年10月18日 - 1859年2月26日）は、オーストリアの作曲家、オルガニスト、教師。フランツ・シューベルトの兄にあたる。彼自身の音楽作品、そして弟のフランツ・シューベルトの全作品出版にあたって果たした役割によって著名である。また、現在ウィーン中央墓地にあるルートヴィヒ・ヴァン・ベートーヴェンの墓の墓石のデザインも手掛けている。

## 若年期
はじめは父のフランツ・テオドール・シューベルトから、次いで兄のイグナーツ、後にマイケル・ウッド、最後は聖アンナの合唱の教師ヨーゼフ・ドレクスラーよりピアノとヴァイオリンの訓練を受けた。少年時代にはシューベルト家の弦楽四重奏団でヴァイオリンを弾いていた。そこでは兄弟のフランツとイグナーツがヴィオラとヴァイオリン、そして父がチェロを担当した。フランツの初期の弦楽四重奏曲の多くはこのアンサンブルのために書かれたものである。

## キャリア
1810年、リヒテンタール教区のオルガニストに就任し、ウィーンの孤児院の教員にも任用された。1816年には孤児院の常任の教員へと昇進している。同年に教え子であったアンナと結婚した。1818年に弟のフランツがフェルディナントのためにドイツ・レクイエム D621を作曲するが、後年フェルディナントはこれを出版するにあたり自作であると主張して手柄を横取りすることになる。
1820年、アルトレルヒェンフェルトで教員、合唱指揮者となる。1824年には聖アンナの教員養成機関の講師への任用を得た。最初の妻との死別後、1832年に2人目の妻となるテレーゼと結婚する。彼は2度の結婚で合計29人の子どもを儲け、うち12人が成人することができた。1838年には音楽院でオルガンの名誉教授となっている。学校の運営者としての目立った業績により専門家の間で称賛を集めたため、1851年には聖アンナの普通小学校の学校長の地位を得た。
フェルディナントはフランツ・シューベルトの音楽遺産のかなりの部分を保持していた。一部のオペラ、ミサ曲、交響曲を除き、彼は1828年のフランツの死後にフランツの作品を大量にアントン・ディアベリに売却している。ディアベリの出版社はその後30年以上にわたって、ディアベリがこの世を去ってからもそのカタログを出版していた。
フェルディナントは数多くの教育分野の雑誌、多数の宗教音楽、そして学校で用いるような小品を書いた。一生を通じて熱心に働いたにもかかわらず、一家は貧しい経済状況で暮らさねばならなかった。そういうわけで、彼は弟の死後にどんな作品でも出版に回して家族を支える助けにする必要があったのである。

## 音楽作品
- レクイエム 作品9 （フランツ・シューベルトの死後）
- 牧人ミサ曲（Hirtenmesse） 作品13
- Salve Regina, op. 12
- ミサ曲 ヘ短調 作品10（1830年）
- Filiae Regum
- Regina Coeli